# Щурівська сільська рада
Щурі́вська сільська́ ра́да — адміністративно-територіальна одиниця та орган місцевого самоврядування в Ічнянському районі Чернігівської області. Адміністративний центр — село Щурівка.

## Загальні відомості
- Територія ради: 33,929 км²
- Населення ради: 269 осіб (станом на 2001 рік)

Щурівська сільська рада зареєстрована 1991 року. Стала однією з 27-ти сільських рад Ічнянського району і одна з 19-ти, яка складається більше, ніж з одного населеного пункту.

## Населені пункти
Сільській раді підпорядковані населені пункти:
- с. Щурівка (185 осіб)
- с. Іценків (37 осіб)
- с. Однольків (47 осіб)

## Склад ради
Рада складається з 12 депутатів та голови.
- Голова ради: Гальченко Оксана Василівна

### Керівний склад попередніх скликань
| Прізвище, ім'я, по батькові  | Основні відомості                                                                       | Дата обрання | Дата звільнення |
| ---------------------------- | --------------------------------------------------------------------------------------- | ------------ | --------------- |
| Костюченко Тетяна Олексіївна | Сільський голова, 1974 року народження, освіта вища, член Народної партії               | 26.03.2006   | 31.10.2010      |
| Костюченко Тетяна Олексіївна | Сільський голова, 1974 року народження, освіта вища, член Партії регіонів               | 31.10.2010   | 16.12.2012      |
| Гальченко Оксана Василівна   | Сільський голова, 1974 року народження, освіта середня спеціальна, член Партії регіонів | 16.12.2012   |                 |

Примітка: таблиця складена за даними сайту Верховної Ради України

### Депутати
За результатами місцевих виборів 2010 року депутатами ради стали:

#### За суб'єктами висування
| Суб'єкт висування | Кількість обраних депутатів | %    |
| ----------------- | --------------------------- | ---- |
| Партія регіонів   | 6                           | 50   |
| Народна партія    | 4                           | 33,3 |
| Самовисування     | 2                           | 16,7 |

#### За округами
| № округу        | Прізвище, ім'я, по батькові      | Дата визнання обраним | Освіта  | Партійна приналежність             | Відомості про обраного депутата    |
| --------------- | -------------------------------- | --------------------- | ------- | ---------------------------------- | ---------------------------------- |
| Народна Партія  |                                  |                       |         |                                    |                                    |
| 3               | Рибак Сергій Васильович          | 03.11.2010            | середня | позапартійний                      | м. Київ, охоронець                 |
| 4               | Однолько Олександр Володимирович | 03.11.2010            | середня | член Народної партії               | пенсіонер                          |
| 5               | Молібог Іван Іванович            | 03.11.2010            | вища    | член Народної партії               | пенсіонер                          |
| 6               | Савченко Зінаїда Іванівна        | 03.11.2010            | середня | член Соціалістичної партії України | приватний підприємець, продавець   |
| Партія регіонів |                                  |                       |         |                                    |                                    |
| 1               | Іценко Петро Миколайович         | 03.11.2010            | середня | член Партії регіонів               | тимчасово не працює                |
| 2               | Дядечко Валентина Миколаївна     | 03.11.2010            | середня | член Партії регіонів               | с. Щурівка, соц. працівник         |
| 7               | Іценко Наталія Олександрівна     | 03.11.2010            | середня | член Партії регіонів               | тимчасово не працює                |
| 8               | Рибак Євгенія Іванівна           | 03.11.2010            | середня | член Партії регіонів               | Сільська бібліотека, бібліотекар   |
| 9               | Гальченко Микола Олександрович   | 03.11.2010            | середня | член Партії регіонів               | тимчасово не працює                |
| 12              | Лісовський Павло Анатолійович    | 03.11.2010            | середня | член Партії регіонів               | «Нафком-Агро», комбайнер           |
| Самовисування   |                                  |                       |         |                                    |                                    |
| 10              | Гальченко Оксана Василівна       | 03.11.2010            | середня | член Народної партії               | Щурівська сільська рада, секретар  |
| 11              | Молібог Ганна Іванівна           | 03.11.2010            | середня | член Народної партії               | Щурівська сільська рада, бухгалтер |